# Kia Carnival
Pour les articles homonymes, voir Carnival.
Le Kia Carnival est un grand monospace du constructeur automobile sud-coréen Kia Motors vendu depuis 1999.

## Kia Carnival I
Avec ses 4,89 m de long, le Carnival est plus grand qu'un Chrysler Voyager (4,80 m) ou qu'un Renault Grand Espace (4,79 m).

### Motorisations
Le Carnival est disponible au choix, et au même prix, avec un moteur essence ou un diesel. Il s'agit en l'occurrence d'un 2.5 V6 en aluminium (bloc et culasse) de 165 ch d'origine MG-Rover (Série KV6). 
L'essentiel de la clientèle se tourne vers le quatre-cylindres turbodiesel à injection directe 2.9 Crdi de 126 ch. Ces deux moteurs furent remplacés lors d'un léger restylage (calandre revue) en novembre 2001. Le 2.9 adopte une injection directe par rampe commune (environ 144 ch).

### Finitions
Kia a privilégié l'équipement de série : barres de toit, peinture métallisée et jantes en alliage. La version diesel se distingue par sa prise d'air sur le capot. 
L'équipement est plutôt complet avec la présence d'un double climatiseur, de vitres arrière électriques et d'un lecteur CD. La finition Luxe ajoute un toit ouvrant électrique et une sellerie cuir.

## Kia Carnival II
La seconde génération est lancée en 2006.

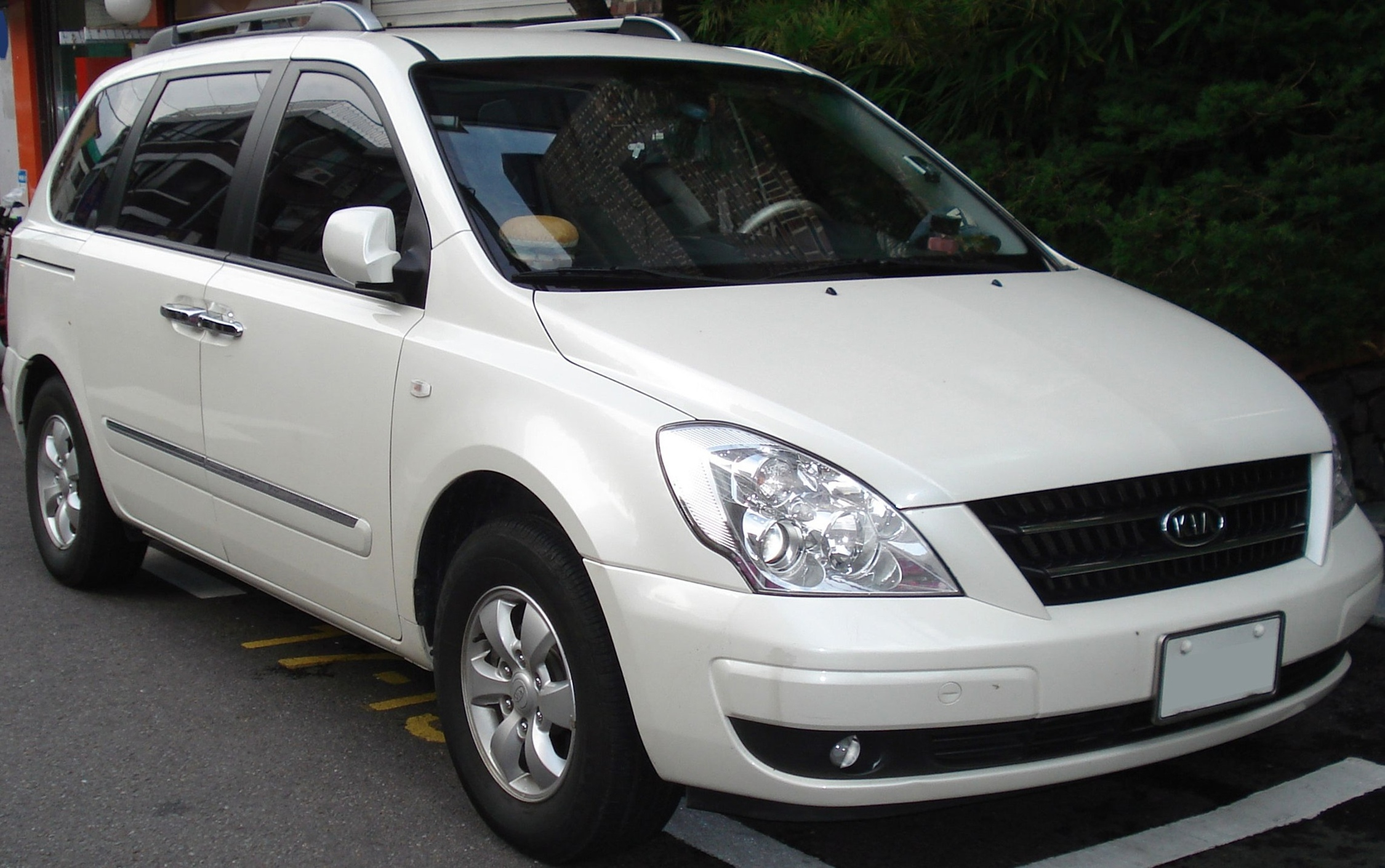
Carnival II-Hyundai Entourage
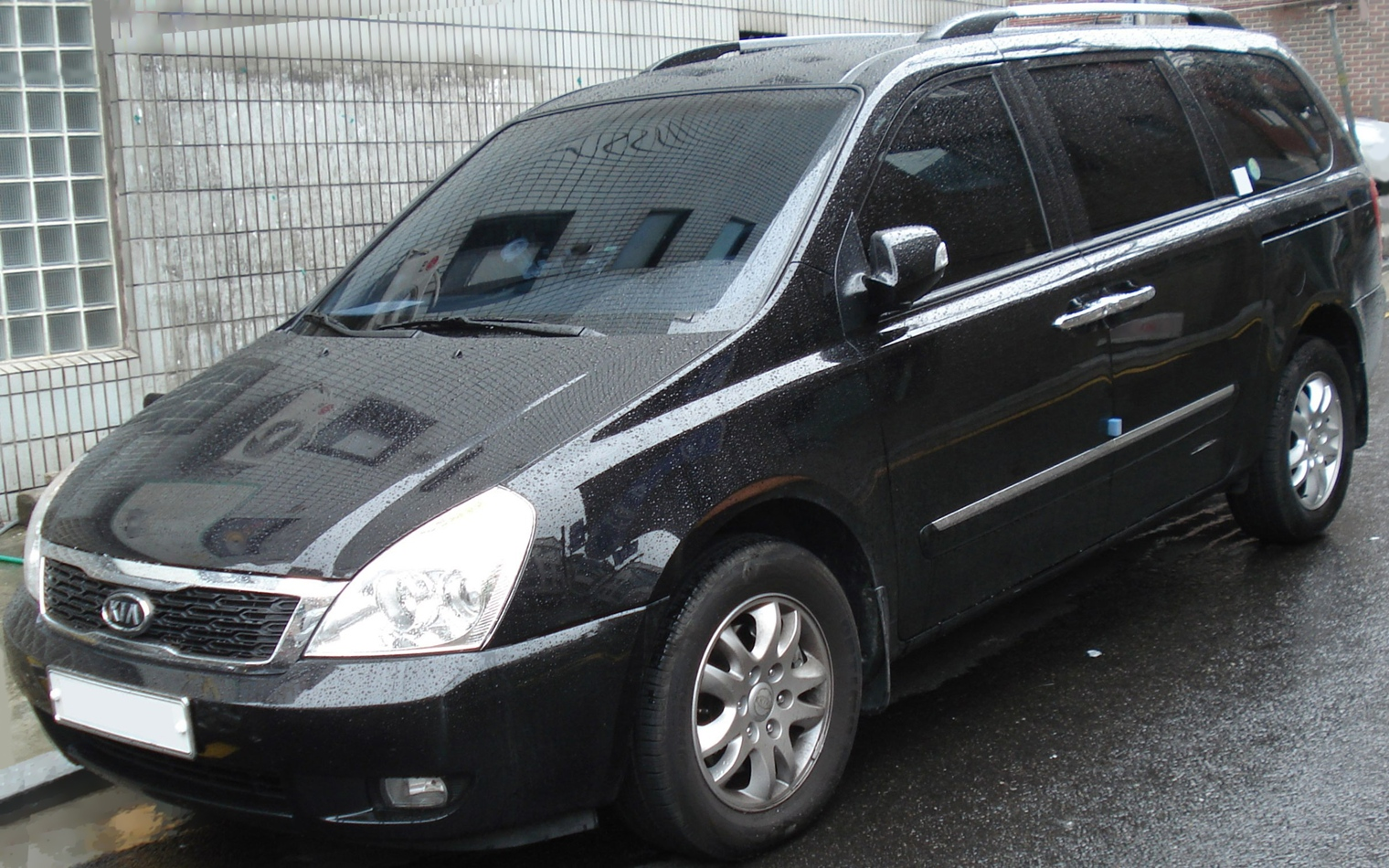
Carnival II Facelift

## Kia Carnival III
La troisième génération du Kia Carnival est présentée au salon de l'automobile de New York 2014. Elle n'est pas commercialisée en Europe.

## Kia Carnival IV
La quatrième génération du Kia Carnival est présentée en août 2020.  Elle peut recevoir jusqu'à 11 passagers sur 4 rangées. Elle n'est pas commercialisée en France.
Il adopte le nouveau logo Kia en 2021.

### Technologies en 2022
En 2022, le véhicule est doté de diverses technologies:
- assistance de suivi et de maintien de voie
- régulateur intelligent
- avertisseur de perte d’attention du conducteur
- avertisseur de distance de stationnement (capteurs arrière de série et capteurs avant en option)
- assistance d’évitement de collision frontale, protection dans les carrefours en option
- écran d’affichage des angles morts en option
- régulateur de vitesse intelligent avec assistance de conduite sur autoroute
- assistance de sortie sécuritaire en option[4].

## Autres appellations à travers le monde entier
Dans certains pays, elle est vendue sous le nom de Kia Sedona ou Kia VQ (2e génération) ; elle est disponible au Canada sous les versions LX, LX Commodité, LXE, EX, EX Power et EX Luxe.